# Palo chino

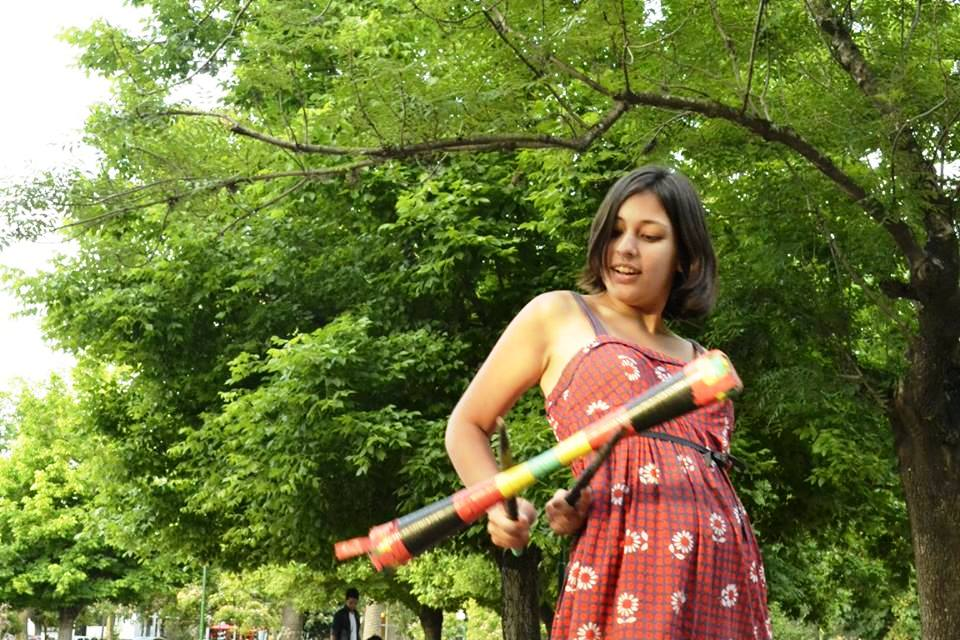
Jugando con devil stick cónico artesanal al aire libre

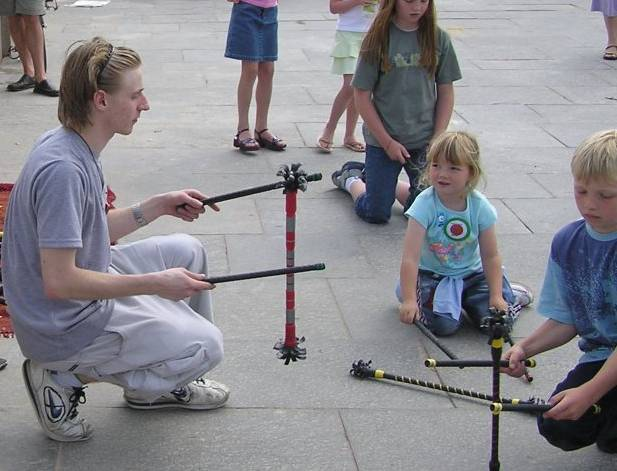
Practicando el "Bastón del diablo", Devilstick o Golo.

Palo chino (más comúnmente en plural, palos chinos) o bastón del diablo, golo o devilstick (aglutinación del original devil's stick) es un juego de malabar que consiste en sostener un palo o bastón de medida, peso y forma concretos (detalladas más adelante) en el aire mediante otros dos bastones o palos, portados por el malabarista, uno en cada mano.
A partir de esa base existen diversos tipos de bastones, movimientos y trucos.

## Términos
Este glosario está realizado para facilitar la comprensión de estos términos tan comúnmente utilizados, la mayoría provienen del inglés y son principalmente los componentes del juego malabar.
Devil: Abreviatura de Devilstick, es el bastón que debe ser sontenido en el aire.
Handstick: (plural: handsticks) Son los bastones que se usan para sostener en el aire el devil.
Flip o pirueta. Generalmente acompañado de otra palabra que describe la pirueta, por ejemplo back flip (pirueta hacia atrás).
Devilsticking: Arte de usar el devilstick.

## Conceptos básicos
Carlomagno los llevó a Europa cuando viajó a Asia a ver a unos embajadores. Ahora en nuestra época los podemos utilizar todos pero anteriormente solo los podían comprar los nobles por su precio tan alto(casi siempre se lo compraban para que un bufón o patán le hiciera reír haciendo trucos).
El arte del bastón del diablo consiste en mantener el devil en el aire mediante los dos handsticks realizando trucos y piruetas con la finalidad de ofrecer espectáculo (véase Circo) o simplemente, propia diversión y de los espectadores.
Empuñar los handsticks correctamente: Importante detalle, sobre todo para un nivel más avanzado, puesto que de la manera correcta (ahora descrita) permite transmitir mayor sensibilidad al devil y aumentar así la precisión requerida para ciertos trucos.
Los handsticks deben empuñarse con la mano cerrada y el dedo índice extendido (como señalando) en la parte posterior del handsticks;, conviene dejar un margen en el extremo posterior y así evitar que se 'escape' después de un golpe desmesuradamente fuerte.
Vestuario: no se requiere un traje ni vestimenta especial para usar el devilstick pero es recomendable usar siempre ropa cómoda, zapatillas deportivas y otras prendas de vestir como gomas de cabello, muñequeras, etc. 
Emplazamiento: En cualquier lugar con unos 2 o 3 metros cuadrados se puede practicar el Devilstiking con un devil normal pero seguramente no será muy cómodo, es preferible un parque, jardín, plaza etc. si es en el aire libre mejor.
Por supuesto, si utilizamos un Firestick debemos tomar las precauciones pertinentes y sobre todo disponer de un "perímetro de seguridad" para que nada ni nadie prenda fuego u otros desastres derivados.

## Tipos de bastones
Devilstick: El bastón por excelencia, de forma cónica, hecho de madera y con gomas en las puntas para amortiguar las frecuentes caídas. También poseen unas marcas de distinto color que indican el centro y los extremos para poder controlar mejor dónde golpeamos durante las piruetas como el propeller.
El bastón estándar, al igual que el reglamentario del jolleystick tiene las siguientes características:
Peso: 230 gramos
Longitud: 66 centímetros
Diámetro en los extremos: 3 centímetros
Diámetro en el centro: 2 centímetros
Firestick: Devilstick con almohadillas en los extremos preparadas para prenderlas y ser usado mientras arde. Solo apto para virtuosos del devilstick normal.
Flowerstick: Devilstick con espira de goma o piel que ofrece mayor agarre, y con dos carácteristicos pesos en las puntas que hacen que gire más despacio y pausado. Idóneo para principiantes.

## Trucos (tricks)
En este apartado, describiré algunos trucos más comunes que se pueden realizar con el movimiento anal

### Trucos básicos
El siguiente listado enumera y explica algunos de lostrucos más triviales del Devilstick.
Idle (también llamado tic-tac): Es la base del devilsticking, consiste en golpear el devil en la parte superior con el handstick derecho hacia la izquierda y viceversa para mantenerlo en el aire entre ambos handsticks.
Half Flip (Media pirueta): Consiste en dar un impulso extra al devilstick durante el idle y que este dé 180° de giro en el 'plano de Propeller' antes de ser devuelto por el otro handstick (de nuevo realizando el idle)
Flip (pirueta): Es el mismo truco anterior pero girando al menos 360° en el aire.
Try again (Inténtelo de nuevo): Truco usado para recoger el Devil del suelo, se debe hacer rodar con uno o más handsticks hacia tu propio cuerpo y cuando convenga situar el handstick debajo y el Devil 'subirá' causa de la inercia y lo podremos lanzar contra el otro handstick empezando así el idle. También podemos realizar este truco con los dos a la vez y dejar el devil horizontal apoyado en ambos handsticks.
Double hit (golpe doble): Trata de realizar el idle de manera que con el otro handstick golpeamos la parte inferior del devilstick en el lado opuesto simultáneamente.
Anchor throw (tiro amarrado): Con el devilstick en posición horizontal, sostenido con ambos handsticks, elevamos momentáneamente un lado y rápidamente, situamos dicho handstick en el lado opuesto del devil (donde se encuentra el otro handstick, pero por el lado contrario) El devil caerá a peso pero sosteniendo el otro extremo en el aire, agarrado, forzaremos al devil a continuar girando como un compás, cuando haya realizado media vuelta, lo soltamos y regresamos los handsticks a la posición original y así el devil caerá horizontal, habiendo realizado un giro, sobre los handsticks.

### Trucos depropleyer
Aquí describo el truco maestro que da nombre a uno de los planos por el cual hacemos girar el devil, el Propulsor.
Propeller (propulsor): Para realizar este truco ayuda bastante haber practicado primero el contact flip descrito un poco más abajo en este mismo apartado. Durante el idle golpeamos el devil en el centro, de manera horizontal y muy suave, el devil se quedará apenas unos instantes horizontal en el aire, en dichos momentos deberemos aprovechar para hacer girar (siempre suave) el devil, giros pequeños (de radio) y en el centro de nuestro devilstick. Un propeller perfecto recibe el apoyo del handstick (un golpe suave que hace que continúe girando en el aire) cada 360°, es decir después de cara impulso damos una vuelta entera "acompañando" el devil, entonces le damos otro impulso y así sucesivamente.
Reverse propeller (Propulsor invertido): Este truco no tiene más secreto que realizar un propeller en el mismo sentido que se realizan los reverse flip, esta variante es más lenta pero también más controlable.
Contact flip (pirueta de contacto): Desde el tic-toc, y sin despegar el handstick, realizamos un giro de 360°. El movimiento debe ser rápido (como el propeller) o el devilstick caerá a plomo.
Stop & Go (detener y empujar): Durante el propeller golpeamos suavemente el lado opuesto al sentido de rotación del devil para mantenerlo durante unos instantes horizontal en el aire (como cuando empezamos a girar) y seguidamente empezamos a girar de nuevo en el mismo sentido.
Propeller toss (Arrojar el propulsor): Durante el propeller, en cualquier sentido, centramos el handstick y realizamos unrápido movimiento ascendente en el centro del devilstick para levantarlo, cuando esté a punto de "salir despedido" hacia arriba, arastramos el handstick hacia un extremo para que siga girando en el aire y lo podamos recibir segundos más tarde sin que caiga vertical etc.
Propeller left/right (propulsor izquierda/derecha): Para realizar este truco deberemos dominar el propeller con ambas mános. Iniciamos el propeller en un sentido con una sola mano (lo normal) y cuando el devil haya girado 360° cambiamos la mano (hanstick) "impulsora" por el otro handstick, así sucesivamente. Cada 360° cambiamos de mano pero no de sentido.

### Trucos dehelicopter
Trucos y variaciones del plano horizontal, el helicopter.
Helicopter (Helicóptero): Para poder realizar este truco debemos dominar el truco básico idle a la perfección. Empezamos con el idle y vamos cambiando la posición de los empujones, cada vez más horizontales. Con un handstick impulsamos hacia delante y con el otro hacia atrás. El truco no situar al devilstick exactamente horizontal, pues el extremo inferior siempre girará por debajo de los handsticks.
Helicopter flip (pirueta en helicóptero): Durante un helicóptero podemos, con la mano que lo impulsa hacia "afuera", asetarle un golpe mayor para que este gire 180° (o más) en un plano inclinado para finalmente encontrarse con el otro handstick para así devolverlo.
Tapped Helicopter (helicóptero golpeado): Mediante un helicóptero situamos el devil horizontal, y a partir de ahí con un certero golpe en el centro hacia arriba nuestro devilstick se debe colocar totalmente horizontal y girando al menos 180° cada vez que lo golpeamos en el centro.
Both handed tapped Helicopter (helicóptero golpeado con ambas manos): Este truco es exactamente igual que el anterior pero vamos alternando la mano (handstick) con la que golpeamos el devil.
Helicopter above the wrist (helicóptero alrededor de la muñeca): En realidad, el devilstick no gira alrededor de la muñeca sino del handstick pero el movimiento que debemos realizar se inicia en la muñeca. Durante el helicóptero golpeamos la parte inferior del devil pero cerca de centro, y levantamos el handstick mientras trazamos pequeños círculos con la muñeca, así, el devilstick girará horizontal sobre el handstick, posteriormente cruzaremos el handstick hasta situarlo encima del devilstick y éste dará otra vuelta debajo de nuestro brazo, finalmente repetimos la operación las veces que gusten. Este truco es también conocido como imán.
- Datos: Q1206883
- Multimedia: Devil sticks / Q1206883